# União Desportiva Aeroporto, Picão e Belo Monte
O União Desportiva Aeroporto, Picão e Belo Monte, mais conhecido pela sigla UDAPB, é um clube multiesportes de Porto Real, na Ilha do Príncipe, em São Tomé e Príncipe. O nome do clube deve-se a estar sediado próximo ao Aeroporto de Príncipe, nas imediações das vilas de Picão e Belo Monte.
Atualmente, disputa o Campeonato Santomense de Futebol e a Liga Insular de Príncipe, da qual foi campeão em 2007. Tem como principal rival a equipa do Porto Real, realizando o derby regional. Realiza suas partidas no Estádio 13 de Junho, em Santo António, a capital regional.

## Títulos
- Liga Insular de Príncipe

2007